# Route 8 (Alberta)
Pour les articles homonymes, voir Route 8.
La Route 8 est une route du sud de l'Alberta qui relie la route 22, au nord de Redwood Meadows à Calgary.

## Description du tracé
La route 8 débute à l'ouest de Calgary dans une région rurale du Comté de Rocky View. Son terminus ouest est un carrefour giratoire avec la route 22 dans la vallée de la rivière Elbow. Elle se dirige ensuite vers l'est en longeant la rivière et en traversant des terres agricoles. Peu après avoir traversé la rivière Elbow, elle entre dans les limites de la ville de Calgary. Elle prend fin alors qu'elle atteint un échangeur avec la route 201 (Stoney Trail), la route de ceinture autour de Calgary. Une bretelle relie également le terminus est de la rout 8 à 17 Avenue SW.
Des cartes indiquent que la route continue vers l'est en traversant Calgary sur la Glenmore Trail jusqu'à la route 2 (Deerfoot Trail); cependant, ce tracé n'est pas indiqué comme tel.

## Intersections majeures
| Municipalité rurale / spécialisée | Ville            | km    | Sortie                                         | Destinations                                                 | Notes                                                                                                |
| --------------------------------- | ---------------- | ----- | ---------------------------------------------- | ------------------------------------------------------------ | --- |
| Comté de Rocky View               |                  | 0,00  |                                                | AB-22 – Cochrane, Bragg Creek                                | Carrefour giratoire                                                                                  |
| Comté de Rocky View               |                  | 15,90 | Traverse la rivière Elbow                      | Traverse la rivière Elbow                                    | Traverse la rivière Elbow                                                                            |
| Ville de Calgary                  | Ville de Calgary | 16,90 |                                                | AB-201 nord (Stoney Trail)                                   | Sortie 28 de l'AB-201; terminus ouest du multiplex non-indiqué avec l'AB-201; terminus est de l'AB-8 |
| Ville de Calgary                  | Ville de Calgary | 19,50 | 26                                             | 69 Street SW / Discovery Ridge Boulevard                     | Numéros de sorties de l'AB-201                                                                       |
| Ville de Calgary                  | Ville de Calgary | 20,50 | 24                                             | Westhills Way / Tsuut'ina Parkway                            | Tsuut'ina Parkway non-ouverte                                                                        |
| Ville de Calgary                  | Ville de Calgary | 22,20 | 22                                             | AB-201 sud (Stoney Trail) / Glenmore Trail / Sarcee Trail    | Ancien terminus indiqué est de l'AB-8                                                                |
| Ville de Calgary                  | Ville de Calgary | 23,70 |                                                | 37 Street SW / Grey Eagle Boulevard                          | |
| Ville de Calgary                  | Ville de Calgary | 24,70 |                                                | Richard Road                                                 | Direction ouest seulement                                                                            |
| Ville de Calgary                  | Ville de Calgary | 25,80 |                                                | Crowchild Trail                                              | |
| Ville de Calgary                  | Ville de Calgary | 27,10 | Traverse le Réservoir Glenmore (rivière Elbow) | Traverse le Réservoir Glenmore (rivière Elbow)               | Traverse le Réservoir Glenmore (rivière Elbow)                                                       |
| Ville de Calgary                  | Ville de Calgary | 27,40 |                                                | 14 Street SW                                                 | Accès au Rockyview General Hospital et à Heritage Park                                               |
| Ville de Calgary                  | Ville de Calgary | 28,30 |                                                | Elbow Drive                                                  | |
| Ville de Calgary                  | Ville de Calgary | 28,80 |                                                | 5 Street SW – Centre commercial                              | Pas de sortie en direction ouest                                                                     |
| Ville de Calgary                  | Ville de Calgary | 29,20 |                                                | Macleod Trail – Centre commercial, Centre-ville              | |
| Ville de Calgary                  | Ville de Calgary | 29,70 |                                                | Centre Street / Farirmont Drive – Centre commercial          | Sortie direction est, entrée direction ouest                                                         |
| Ville de Calgary                  | Ville de Calgary | 30,50 |                                                | Blackfoot Trail                                              | |
| Ville de Calgary                  | Ville de Calgary | 31,70 |                                                | AB-2 (Deerfoot Trail) – Aéroport (YYC), Edmonton, Lethbridge | Sortie 248 de l'AB-2; ancien terminus est de l'AB-2; Glenmore Trail continue vers l'est              |
| Ville de Calgary                  | Ville de Calgary | 31,70 | Glenmore Trail                                 |                                                              | Sortie 248 de l'AB-2; ancien terminus est de l'AB-2; Glenmore Trail continue vers l'est              |
| - Accès incomplet - Ancien tracé  |                  |       |                                                |                                                              | |